# Cantonul Portes-lès-Valence
Cantonul Portes-lès-Valence este un canton din arondismentul Valence, departamentul Drôme, regiunea Rhône-Alpes, Franța.

## Comune
- Beaumont-lès-Valence
- Beauvallon
- Étoile-sur-Rhône
- Montéléger
- Portes-lès-Valence (reședință)